# 李苏滨
李蘇濱（1955年12月5日—2017年12月14日），原北京市憶通律師事務所副主任，曾在河南省洛陽市作律師。

## 生平
1976年入伍，1979年被任命为军官， 1982年转业到洛阳市政府侨务办公室。1991年调职洛阳市司法局，担任律师至今。
2001年11月10日，他向洛陽市西工區法院提起訴訟，請求法院確認洛陽市司法局和洛陽市律師協會向他收取2,500元年審註冊費的行為違法。這一起訴，引起了全國律師的密切關注。由於律師必須每年一次到當地司法廳局註冊，司法廳、司法局掌握著律師的生殺大權。在這種情況下，將司法局以亂收費告上法庭，此案被稱為「中國律師第一狀」，官司最後勝訴，但李蘇濱被停止執業。他也曾「上書」鐵道部，建議取消火車票退票手續費；策劃並實施北京第一例起訴「限制小排輛汽車」案。
2017年12月14日因肝癌病逝，享壽62歲。